# أسد همدان الحجري

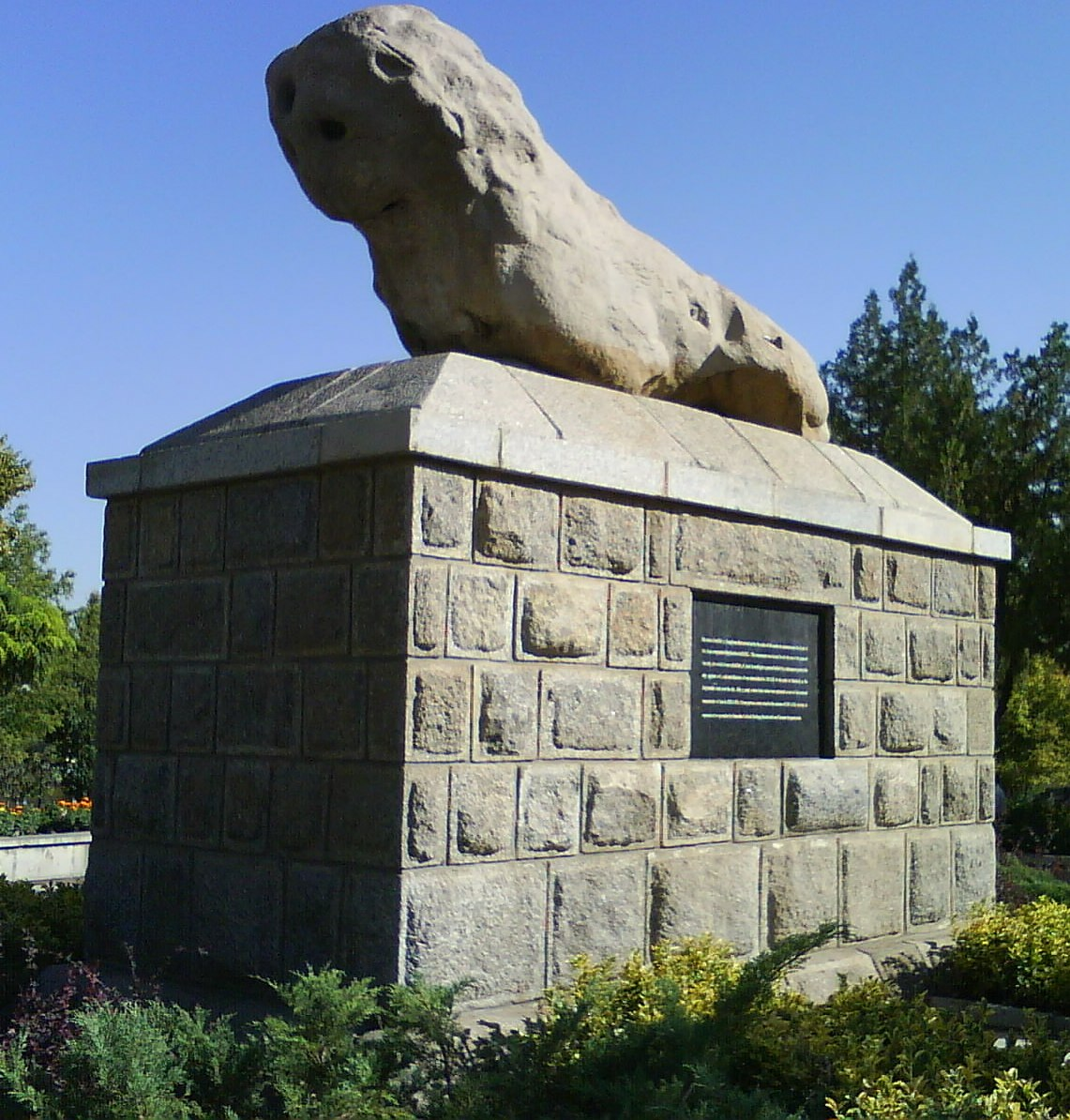
بقايا "بوابة الأسود" في همدان

حجر أسد همدان (الفارسية: شیر سنگی همدان إرمير-إي سانجي-يي حامد إرمن) هو نصب تاريخي في همدان، إيران. عند بنائه لأول مرة، كان لهذا التمثال توأم مماثل، وكانا معًا يُشكّلان البوابة القديمة للمدينة. وخلال الفتح الإسلامي لبلاد فارس، أطلق العرب المنتصرون على هذه البوابة اسم "باب الأسد" (الفارسية: باب‌الاسد، "بوابة الأسود").

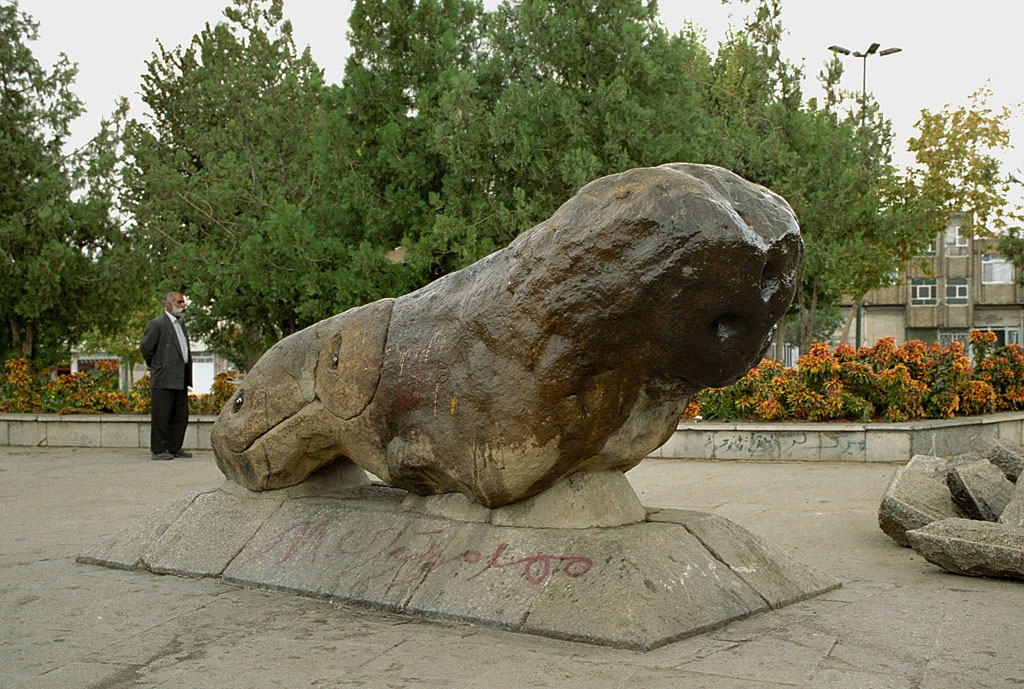
الأسد الحجري أو شیرِ سنگی في همدان

حاول مرداويج دون نجاح نقل أحد الأسود إلى مدينة الري، وعندما فشل في ذلك، أمر بهدمهما غضبًا. م تدمير أحد الأسدَين بشكل كامل، بينما كُسِرت ذراع الآخر وسُحب إلى الأرض. وظلّ الأسد المُحطَّم جزئيًا ملقى على جانبه حتى عام 1949، حيث أُعيد رفعه باستخدام ذراع بديلة أُضيفت إليه.
في عام 1968 ، أثبت الباحث هاينتس لوشي (Heinz Luschey) أن التمثال يعود إلى الحقبة الهلنستية، وأشار إلى تشابهه مع نصب الأسد في خَيْرُونِية (Chaeronea) المُقام عام 338 قبل الميلاد. وتبنّت هيئة التراث الثقافي الإيراني تفسيره القائل إن التمثال أُقيم بأمر من الإسكندر الأكبر تخليدًا لذكرى وفاة صديقه الحميم هيفاستيون في عام 324 قبل الميلاد.